# Związek Zawodowy „Solidarni”
Związek Zawodowy „Solidarni” (fr. Union syndicale Solidaires, Solidaires) – francuskie porozumienie związków zawodowych.   
Porozumienie należy do Międzynarodowej Związkowej Sieci Solidarności i Walk. Utrzymuje również bliskie relacje z Ogólnopolskim Związkiem Zawodowym „Inicjatywa Pracownicza”.   

## Historia
Porozumienie zostało zawarte 10 grudnia 1981 przez tzw. „Grupę 10" (fr. Groupe des 10), czyli 10 związków zawodowych. Stworzenie quasi-federacji wynikało z niechęci identyfikowania się z największymi wówczas centralami, czyli z reformistyczną centralą związkową Siłą Robotniczą (FO) oraz komunistyczną Powszechną Konfederacją Pracy (CGT).
Nazwę Związek Zawodowy „Solidarni” grupa przyjęła dopiero w 1998.